# Leptotarsus (Brevicera) waitakerensis
Leptotarsus (Brevicera) waitakerensis is een tweevleugelige uit de familie langpootmuggen (Tipulidae). De soort komt voor in het Australaziatisch gebied.